# 高雅之
高雅之（？—404年），樂安郡人，東晉將領。魏郡太守高衡孫、吳興太守高素子，征東將軍劉牢之的女婿。

## 生平
隆安二年（398年），劉牢之率軍在竹里背叛其上司青兗二州刺史王恭而降於執政司馬道子、司馬元顯父子，命時為東莞太守的高雅之及兒子劉敬宣領兵回攻王恭。王恭時正在京口閱兵，劉敬宣以輕騎突襲，王恭敗而欲退還入城，高雅之卻先一步關閉了城門，王恭只得出奔曲阿，不久為朝廷所捕，被殺。
隆安四年（400年），孫恩攻會稽，殺害會稽太守謝琰，震驚朝廷，遂下詔命高雅之與桓不才、孙无终等討伐孫恩。同年十一月高雅之與孫恩在餘姚交戰，雅之兵敗，逃走至山陰，死傷慘重，孫恩隨後因遭劉牢之進攻而撤還海島上。翌年, 孫恩再攻浹口，高雅之接戰再敗，及後孫恩雖逼於牢之軍而撤還海上，但沒多久就再回來，並在攻陷滬瀆後循海路向京口進攻，威脅建康，卻遭高速行軍的劉裕於丹徒截擊，被逼撤回船上重整。孫恩不久再欲進攻，卻見朝廷各軍已經回防，至新洲後決定改攻廣陵，高雅之在廣陵附近的郁洲進攻孫恩，兵敗被俘。
元興元年（402年），桓玄掌政，將刘牢之調離京口，轉為會稽太守，劉牢之為被免削軍權而欲領兵與在廣陵的廣陵相高雅之會合，在當地起兵反抗桓玄。劉牢之的計劃因為他失去僚屬支持而失敗，出逃時因回京口迎接家眷的劉敬宣遲到而在絕望中自殺，敬宣隨後北奔廣陵。劉敬宣和高雅之其時就與同不為桓玄所容的晉宗室司馬休之出奔後秦，並派宗族子弟到長安當人質請求後秦支援，後秦天王姚興則命他們到關東募兵，聚集到數千人後再回彭城一帶以他們在當地的人脈勢力招集部眾。桓玄當時亦在殺害北府將領，高素及冀州刺史劉軌弟劉襲和劉季武皆被桓玄殺害，高雅之、劉敬宣等人遂與劉軌共據山陽抵抗桓玄朝廷，但仍無法抵抗桓玄所派之北府將孫無終的討伐，在部眾離散下只得選擇出奔南燕。
劉敬宣等人在南燕仍未放棄對抗正要篡晉的桓玄，最初高雅之就上表南燕皇帝慕容德請他派兵討伐桓玄，但因朝廷眾臣反對作罷。及後他們聯結青州地區的大姓崔氏、封氏及鮮卑大人免逵，打算以兵變推翻南燕朝廷，改以司馬休之為主，連舉事日子也定好了。當時劉軌很受慕容德重用，還當上了司空，高雅之不顧劉敬宣的反對堅持要邀請劉軌同謀，結果劉軌拒絕，反而讓事情敗露，雅之、敬宣等南走，劉軌被殺，高雅之也在逃亡中被南燕兵殺害，司馬休之及劉敬宣則成功南返，時正值元興三年（404年）劉裕起兵討伐桓玄。

## 參孝資料
1. ↑  《搜神後記·卷五》：晉太元中，樂安高衡為魏郡太守，戍石頭。其孫雅之在廄中，云：「有神來降，自稱白頭公，拄杖，光輝照屋。與雅之輕舉宵行，暮至京口，晨已來還。」後，雅之父子為桓玄所殺。
2. ↑  田餘慶. . 北京市: 中華書局. 2004年: 365–371. ISBN 7-101-03348-2 （中文（中国大陆））.〈北府將樂安高氏〉
3. ↑  《晉書·王恭傳》：遣牢之率帳下督顏延先據竹裏。元顯使說牢之，啖以重利，牢之乃斬顏延以降。是日，牢之遣其婿高雅之、子敬宣，因恭曜軍。輕騎擊恭。恭敗，將還，雅之已閉城門，恭遂與弟履單騎奔曲阿。
4. ↑  《資治通鑑·卷111》：冬，十一月，高雅之與孫恩戰於餘姚，雅之敗，走山陰，死者什七、八。
5. ↑  《晉書·孙恩传》：隆安四年，恩復入餘姚，破上虞，進至刑浦。琰遣參軍劉宣之距破之，恩退縮。少日，復寇刑浦，害謝琰。朝廷大震，遣冠軍將軍桓不才、輔國將軍孫無終、甯朔將軍高雅之擊之，恩復還於海。於是復遣牢之東屯會稽，吳國內史袁山松築扈瀆壘，緣海備恩。明年，恩復入浹口，雅之敗績。牢之進擊，恩復還於海。轉寇扈瀆，害袁山松，仍浮海向京口。牢之率眾西擊，未達，而恩已至，劉裕乃總兵緣海距之。及戰，恩眾大敗，狼狽赴船。尋又集眾，欲向京都，朝廷駭懼，陳兵以待之。恩至新州，不敢進而退，北寇廣陵，陷之，乃浮海而北。
6. ↑  《晉書·安帝紀》：寧朔將軍高雅之擊孫恩於廣陵之郁洲，爲賊所執。
7. ↑  《宋書·武帝紀》：玄剋京邑，殺元顯，以牢之為會稽內史。懼而告高祖曰：「便奪我兵，禍其至矣。今當北就高雅於廣陵舉事，卿能從我去乎？」答曰：「將軍以勁卒數萬，望風降服。彼新得志，威震天下。三軍人情，都已去矣，廣陵豈可得至邪！裕當反服還京口耳。」
8. ↑  《晉書·劉牢之傳》：時玄屯相府，敬宣勸牢之襲玄，猶豫不決，移屯班瀆，將北奔廣陵相高雅之，欲據江北以距玄，集眾大議。參軍劉襲曰：「事不可者莫大於反，而將軍往年反王兗州，近日反司馬郎君，今復欲反桓公。一人而三反，豈得立也。」語畢，趨出，佐吏多散走。而敬宣先還京口拔其家，失期不到。牢之謂其為劉襲所殺，乃自縊而死。俄而敬宣至，不遑哭，奔於高雅之。
9. ↑  《宋書·劉敬宣傳》：敬宣奔喪，哭畢，即渡江就司馬休之、高雅之等，俱奔洛陽，往來長安，各以子弟為質，求救於姚興。興與之符信，令關東募兵，得數千人，復還至彭城間，收聚義故。玄遣孫無終討冀州刺史劉軌，軌要敬宣、雅之等共據山陽破之，不剋。又進昌平澗，戰不利，眾各離散，乃俱奔鮮卑慕容德。
10. ↑  《資治通鑑·卷112》：太尉玄殺吳興太守高素、將軍竺謙之及謙之從兄朗之、劉襲幷襲弟季武，皆劉牢之北府舊將也。襲兄冀州刺史軌邀司馬休之、劉敬宣、高雅之等共據山陽，欲起兵攻玄，不克而走。將軍袁虔之、劉壽、高長慶、郭恭等皆往從之，將奔魏；至陳留南，分爲二輩：軌、休之、敬宣奔南燕，虔之、壽、長慶、恭奔秦。
11. ↑  《資治通鑑·卷113》：高雅之表南燕主備德，請伐桓玄曰：「縱未能廓清吳、會，亦可收江北之地。」中書侍郎韓範亦上疏曰：「今晉室衰亂，江、淮南北，戶口無幾，戎馬單弱。重以桓玄悖逆，上下離心；以陛下神武，發步騎一萬臨之，彼必土崩瓦解，兵不留行矣。得而有之，秦、魏不足敵也；拓地定功，正在今日。失時不取，彼之豪傑誅滅桓玄，更脩德政，豈惟建康不可得，江北亦無望矣。」備德曰：「朕以舊邦覆沒，欲先定中原，乃平蕩荊、揚，故未南征耳。其令公卿議之。」因講武城西，步卒三十七萬人，騎五萬三千匹，車萬七千乘。公卿皆以爲玄新得志，未可圖，乃止。
12. ↑  《資治通鑑·卷113》：劉敬宣、高雅之結青州大姓及鮮卑豪帥謀殺南燕王備德，推司馬休之爲主。備德以劉軌爲司空，甚寵信之。雅之欲邀軌同謀，敬宣曰：「劉公衰老，有安齊之志，不可告也。」雅之卒告之，軌不從。謀頗泄，敬宣等南走，南燕人收軌，殺之，追及雅之，又殺之。敬宣、休之至淮、泗間，聞桓玄敗，遂來歸，劉裕以敬宣爲晉陵太守。
13. ↑  《宋書·劉敬宣傳》：敬宣素曉天文，知必有興復晉室者。尋夢丸土服之，既覺，喜曰：「丸者桓也。桓既吞矣，吾復本土乎。」乃結青州大姓諸崔、封，並要鮮卑大帥免逵，謀滅德，推休之為主，剋日垂發。時劉軌為德司空，大被委任，雅之又欲要軌，敬宣曰：「此公年老，吾觀其有安齊志，必不動，不可告也。」雅之以為不然，遂告軌，軌果不從。謀頗泄，相與殺軌而去。